# Kroket

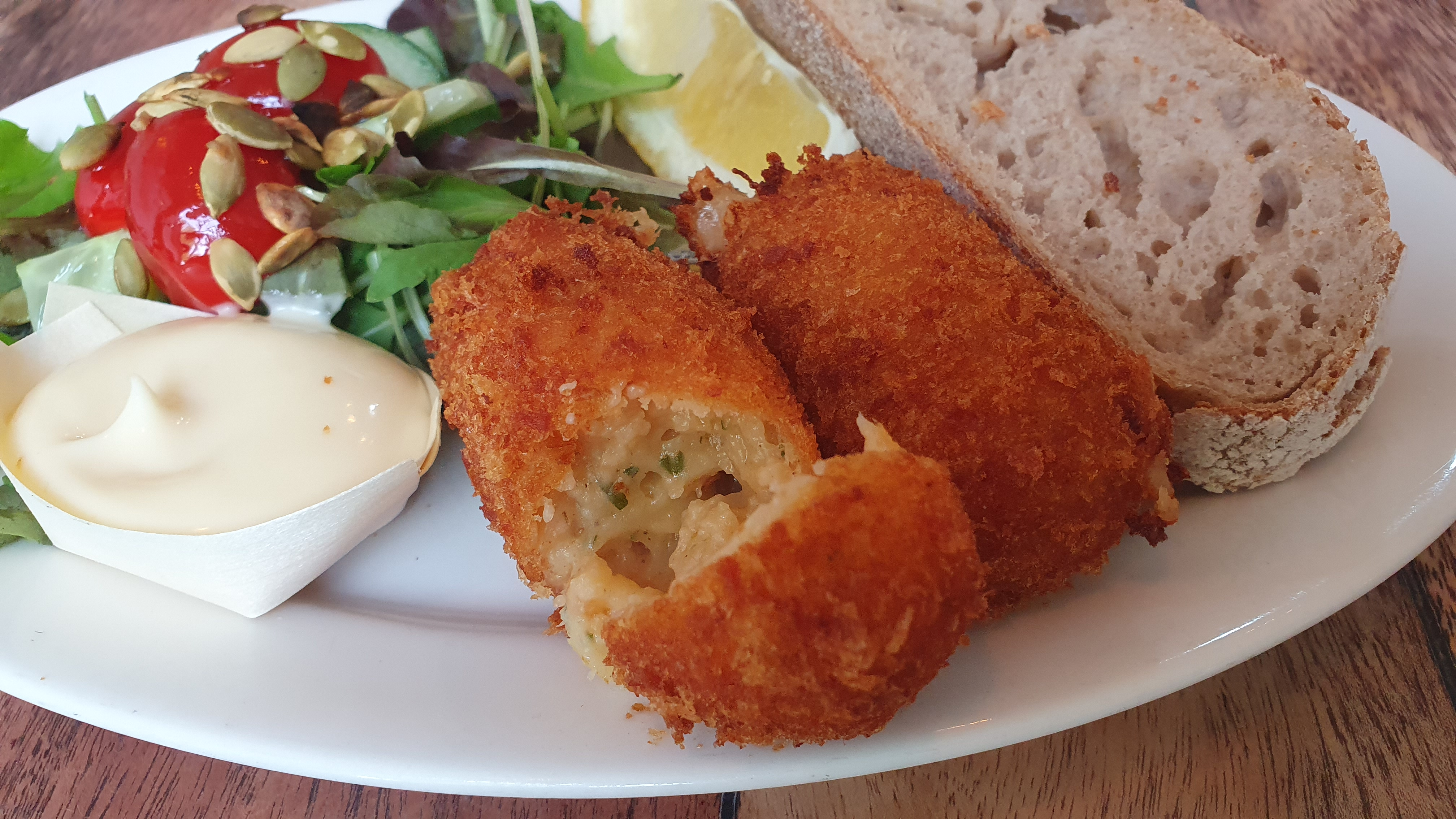
Garnaalkroketten

De kroket is een gefrituurd gerecht, waarbij een vulling in paneermeel is gerold.

## Landeigen taalgebruik

### Nederland

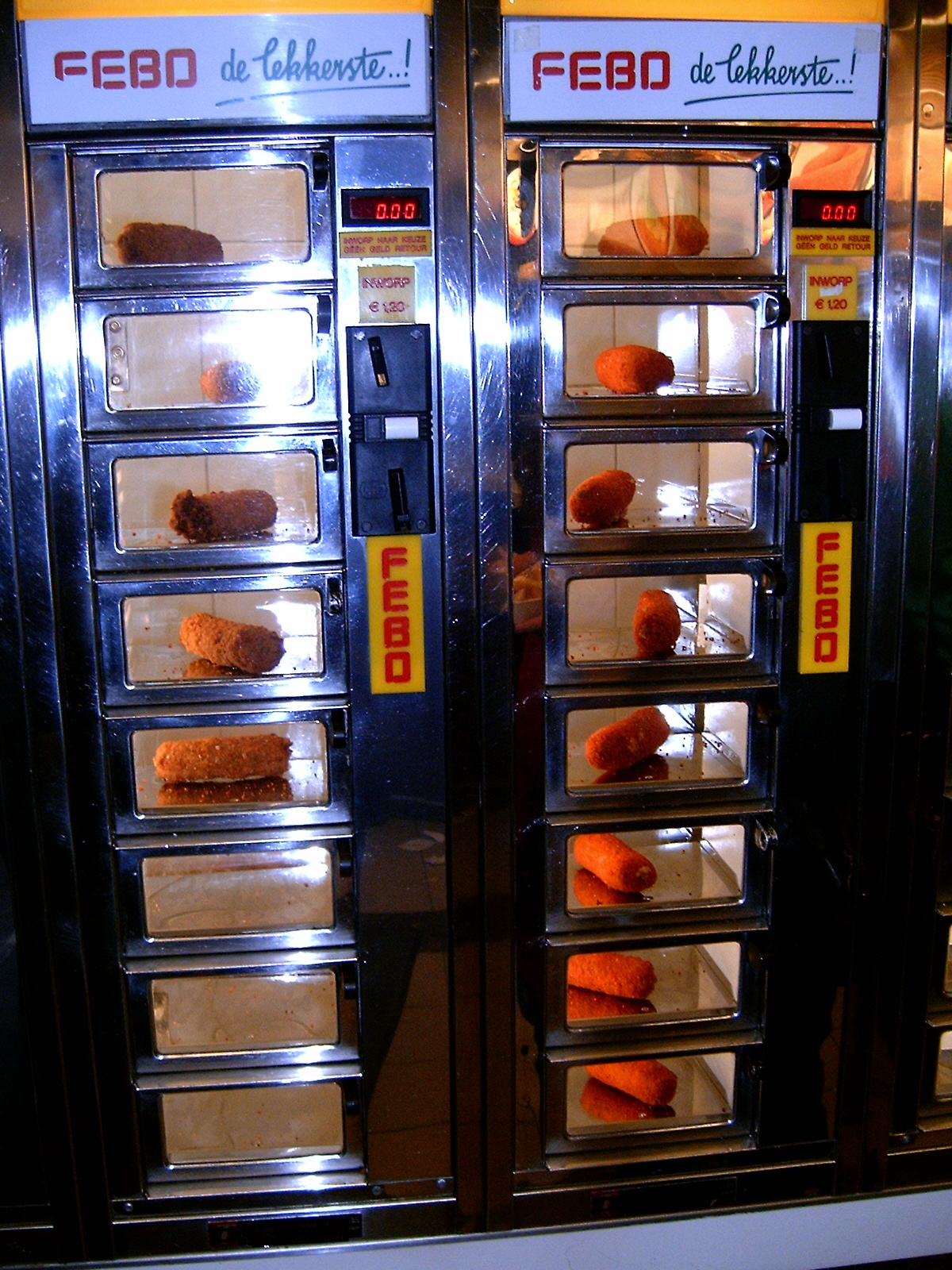
Kroketten uit de muur

In Nederland wordt met een kroket meestal een vleeskroket bedoeld, doorgaans van rund- of kalfsvlees. 
Hoewel vleeskroketten eerder een slagers- en banketbakkersproduct waren, worden vleeskroketten vooral als typische snack bij de meeste snackbars verkocht. Voor de Nederlandse automatiek zijn zij belangrijk, omdat zij handzaam zijn, makkelijk voorbereid kunnen worden (in tegenstelling tot patates frites) en snel te verkrijgen zijn, en hun smaak na een half uur warm bewaren nog behouden. Ze worden los, of op een broodje, of samen met friet gegeten. Veel mensen eten een kroket met mosterd of een andere saus. Kleinere kroketten, meestal gemaakt van aardappelen of groenten, worden elders gegeten als bijgerecht.
De vleeskroket is gemaakt van een salpicon van vlees (een soort dikke ragout), die in koude toestand tot een rolletje wordt gevormd. De rundvleeskroket en kalfsvleeskroket zijn luxe varianten. Daarnaast bestaan er ook goulashkroketten. De groentekroket is een relatief nieuw product, dat aansluit bij een meer vegetarisch dieet. Kroketten worden gemaakt door een dikke saus of, bij groenten, een puree te maken voor de vulling. Eventueel wordt de vulling vermalen. Nadat het mengsel is afgekoeld wordt de kroket gevormd, waarna deze door ei, bloem en paneermeel wordt gerold zodanig dat de kroket aan alle kanten goed afgesloten is en het geheel bij de volgende bewerking niet kan barsten. Hierna wordt de kroket gefrituurd waardoor er een knapperig korstje ontstaat en de ragout opnieuw opwarmt. De luchtige korst koelt vrij snel af maar de vulling blijft lang warm.
In Nederland worden 300 miljoen kroketten per jaar geconsumeerd. Dat zijn er zo'n 25 per persoon per jaar.
Snackproducent Van Geloven uit Tilburg produceert jaarlijks 120 miljoen kroketten.

### België
In België wordt met een kroket meestal een aardappelkroket bedoeld, die alleen uit aardappelpuree in een jasje van paneermeel bestaat. Deze kroket wordt er meestal gegeten als basisvoedsel (ter vervanging van bijvoorbeeld aardappelen, pasta of rijst). Kroketten worden over het algemeen slechts geserveerd bij speciale gelegenheden. Ze zijn meestal langwerpig, maar er bestaan ook andere vormen, zoals ronde, of kroketten in de vorm van een dennenappel.
Naast de aardappelkroket worden in België ook vaak kaaskroketten, vleeskroketten, kipkroketten en garnaalkroketten gegeten.

## Geschiedenis
De vleeskroket komt waarschijnlijk oorspronkelijk uit Frankrijk. In een druk uit 1705 van Le cuisinier royal et bourgeois, (eerste druk 1691) dat werd geschreven door François Massialot, de kok van Lodewijk XIV, staat al een recept voor kroketten ('croquets'). Culinair deskundige Johannes van Dam beschouwde dit als het oudste recept. Deze eerste croquet had de afmeting van een ei. De vulling werd zonder bechamelsaus bereid, maar wel gepaneerd, en vervolgens in reuzel gefrituurd. Dezelfde vulling werd overigens ook wel in deeg verpakt en gefrituurd, net als rissoles. In die vorm bestaat het gerecht al sinds de Romeinse tijd.
De oudste Nederlandse recepten van kroketten dateren van 1830 (privécollectie Johannes van Dam). Het oudst bekende Nederlandse recept dat in gedrukte vorm verscheen, is van de kok van koning Willem I in een appendix bij de heruitgave van 1851 van het kookboek "Moderne Kookkunst" van Maria Haezebroeck.
In de negentiende eeuw werden vleeskroketten gepaneerd met vers broodkruim en in de koekenpan in boter of reuzel gebakken (Henriette Davidis, Keukenboek, 2de druk 1868). Deze kroketten dienden, anders dan de oorspronkelijke 'koninklijke voorgangers' vooral als restverwerking van gaar vlees. Kroketten werden in het begin van de twintigste eeuw geserveerd als tussengerecht in een uitgebreid menu, na de soep en vóór het hoofdgerecht. De ontwikkeling van chic tussengerecht naar snack gebeurde na de Tweede Wereldoorlog.
In de loop der tijd zijn er allerlei varianten ontstaan, behalve de reeds genoemde soorten zijn er bijvoorbeeld ook satékroketten, garnalenkroketten en aspergekroketten. Tot ongeveer 1996 was de kroket de meest verkochte snack via snackbars en cafetaria's, maar inmiddels is de frikandel de kroket ruimschoots gepasseerd als meest gegeten snack in Nederland.

## Afmetingen
De gemiddelde kroket heeft een lengte van 10,5 centimeter en een diameter van 3 centimeter. Daarmee is de inhoud 74 kubieke centimeter en daarmee is hij kleiner dan een frikandel.
Op 27 oktober 2007 werd op het Rembrandtplein in Amsterdam de grootste kroket van Nederland onthuld. Hij werd gemaakt door de bekende krokettenfabrikant Van Dobben. De kroket was ruim 1,3 meter lang en woog 225 kilogram.

## Varianten

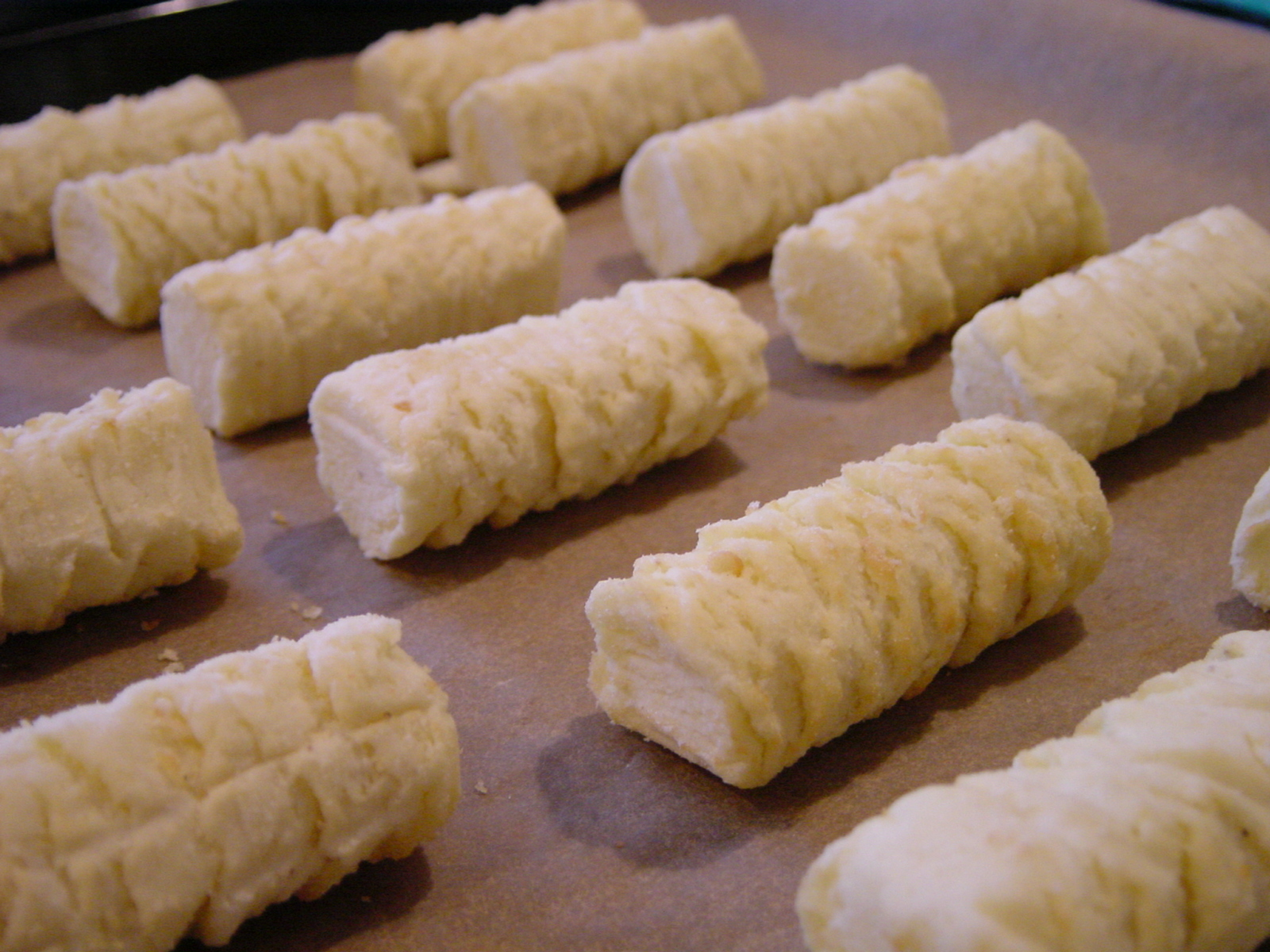
Ongebakken aardappelkroketten

- Een vleeskroket is een kroket die als vulling een salpicon van vlees heeft.
- Een krokodel is een kroket die als vulling salpicon met stukjes frikandelvlees heeft.
- Een goulashkroket is een kroket die als vulling een salpicon van vlees en goulash heeft.
- Een aardappelkroket is een kroket die wordt bereid met aardappelpuree.
- Een kipkroket is een kroket die wordt bereid met kippenvlees.
- Een eierkroket is een kroket die wordt bereid met hardgekookte eieren.
- Een kaaskroket is een kroket met kaasvulling.
- Een bitterbal is een klein, rond vleeskroketje.
- Een eierbal is een grote bitterbal met een gekookt ei in het midden.
- Een garnaalkroket is een kroket die als vulling bechamelsaus en garnalen heeft, soms ook met bijkomend visbouillon voor een extra uitgesproken smaak.
- Een satékroket is een kroket waarbij de vulling stukjes vlees en pindasaus bevat.
- Een aspergekroket is een kroket die wordt bereid met asperges.
- Een groentekroket is een kroket die wordt bereid met verschillende soorten groenten en kruiden. In de salpicon worden hardgekookte eieren en bouillonpoeder naar smaak en peterselie voor de kleur verwerkt. Dit is een variant voor vegetariërs.
- Een zuurkoolkroket, ook wel winterkroket, is een kroket gevuld met zuurkool, vaak aangevuld met stukjes aardappel, ananas en rookworst.

## Wetenswaardigheden
- Cabaretier Wim Sonneveld hield in zijn theaterprogramma Een avond met Wim Sonneveld een sketch over kroketten. De tekst was geschreven door Simon Carmiggelt.
- De Krokettenmotie is een motie van Jan Peter Balkenende uit 1993.
- De prijs De Gouden Kroket is gewonnen door onder anderen Stan Huygens, Johannes van Dam, Ed van Thijn en Ubel Zuiderveld.